# Indicador de la mel de Malàisia
L'indicador de la mel de Malàisia (Indicator archipelagicus) és una espècie d'ocell de la família dels indicatòrids (Indicatoridae) que habita els boscos del Sud-est asiàtic, a la Península Malaia, Sumatra i Borneo.